# کورک (ایرلند)

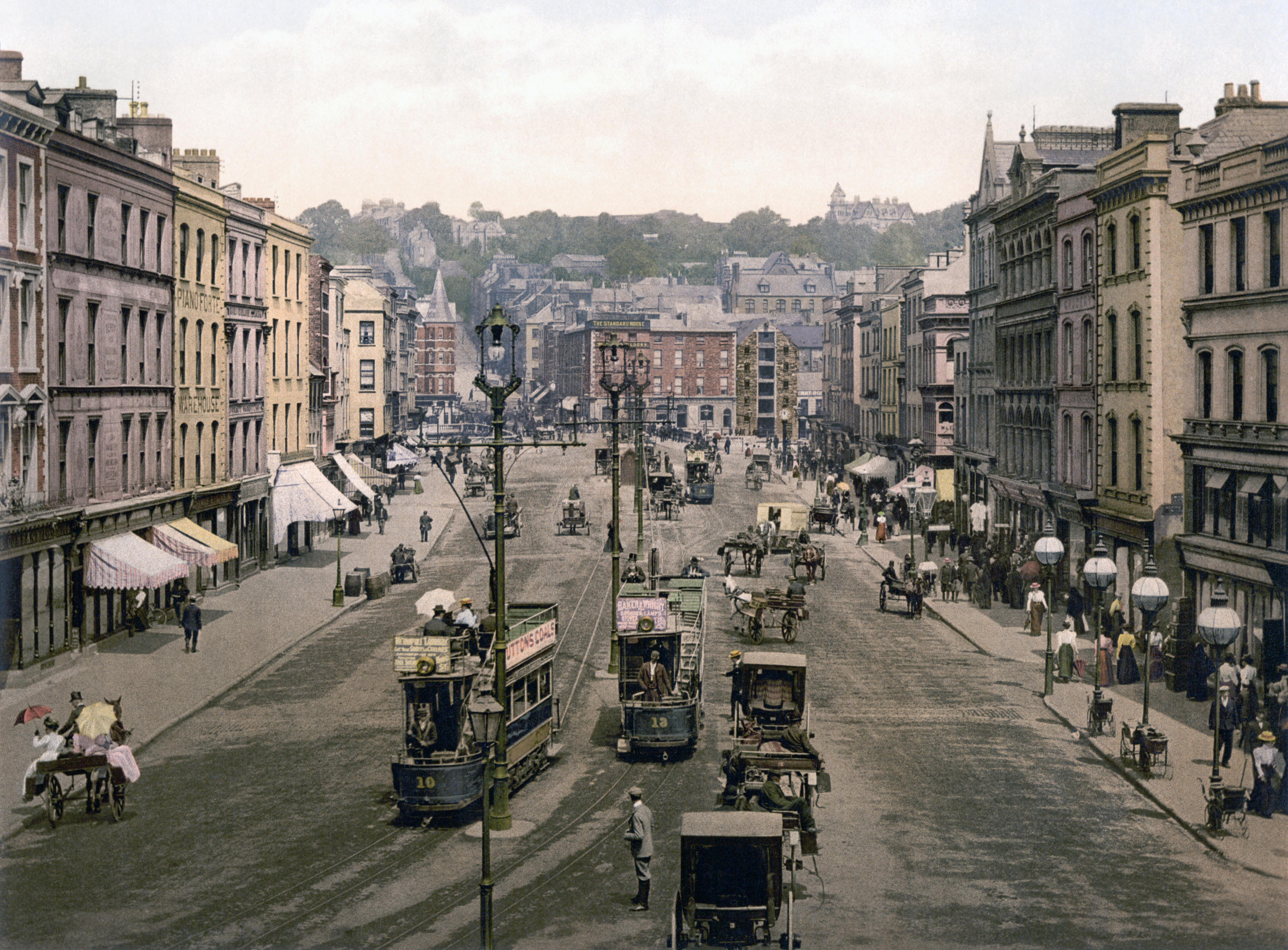
شهر کورک در حدود سال ۱۹۰۰ میلادی

کُرک (به ایرلندی: Corcaigh) (به انگلیسی: Cork) دومین شهر بزرگ ایرلند و سومین شهر پرجمعیت این کشور است. این شهر، شهر اصلی و مرکز شهرستان کورک و بزرگترین شهر استان مونستر است. جمعیت این شهر ۱۱۹۴۱۸ نفر می‌باشد.